# 浜頓別温泉
浜頓別温泉（はまとんべつおんせん）は、北海道枝幸郡浜頓別町にある温泉。

## 泉質
- ナトリウム - 塩化物・炭酸水素塩泉
  - 源泉温度45.8℃、pH 8.1

## 温泉地
- クッチャロ湖湖畔に日帰り入浴施設と宿泊施設を併設した「はまとんべつ温泉ウイング」がある。

## 歴史
- 1996年(平成8年) - 開湯

## アクセス
- 鉄道 : 宗谷本線音威子府駅下車バス約1時間30分または宗谷本線南稚内駅下車バス約2時間10分

## 周辺
- クッチャロ湖